# Lac Atcikamekw Ratcicik
Lac Atcikamekw Ratcicik är en sjö i Kanada.   Den ligger i regionen Lanaudière och provinsen Québec, i den sydöstra delen av landet, 230 km norr om huvudstaden Ottawa. Lac Atcikamekw Ratcicik ligger 418 meter över havet. Arean är 0,20 kvadratkilometer. Den ligger vid sjöarna  Lac Roullié Lac Vera och Petit lac Mistikokiwan. Den sträcker sig 0,7 kilometer i nord-sydlig riktning, och 0,7 kilometer i öst-västlig riktning.
I omgivningarna runt Lac Atcikamekw Ratcicik växer i huvudsak blandskog. Trakten runt Lac Atcikamekw Ratcicik är nära nog obefolkad, med mindre än två invånare per kvadratkilometer.